# 蟻通神社 (かつらぎ町)
蟻通神社（ありとおしじんじゃ）は、和歌山県伊都郡かつらぎ町にある神社である。

## 祭神
主祭神は思兼命。